# 刘袭 (前赵)
刘袭（？—？），中国五胡十六国前趙皇族。新兴（今山西省忻州）匈奴人。刘曜子。

## 生平
光初二年（319年），汉国（前趙）皇帝刘曜回到长安，从平阳迁都于长安，立后妃羊献容为皇后，儿子刘熙为太子。封儿子刘袭为长乐王，刘阐为太原王，刘冲为淮南王，刘敞为齐王，刘高为鲁王，刘徽为楚王，各宗室子弟都进封郡王。

## 资料来源
- 《资治通鉴》晋纪